# Czerne
Czerne (słow. Čierne, gw. czad. Ciorne, węg. Cserne) – wieś i gmina (obec) w powiecie Czadca, kraju żylińskim, w północnej Słowacji. Leży w środkowej części doliny potoku Čierňanka. Jej tereny graniczą od północy z polską Jaworzynką oraz z czeskimi miejscowościami Herczawa i Mosty koło Jabłonkowa.

## Historia
Pierwsze, niestałe jeszcze osiedla na terenie dzisiejszego Czernego utworzyli w II połowie XVI w. wędrowni pasterze wołoscy, wypasający tu swoje bydło (owce, kozy). Wieś została założona ok. 1640 r. przez właścicieli feudalnego „państwa” Budziatyń, a w 1645 r. liczyła 28 rodzin. Została zasiedlona przez polskich osadników z Orawy i ze Śląska. Od 1659 r. należała do „państwa” Streczno. Jako datę lokacji podawany jest rok 1662. Parafia w Czernem powstała dopiero w 1796 r., a pierwszą świątynią parafialną został stary, drewniany kościół, przeniesiony tu w tym samym roku z sąsiedniego Skalitego.
W 1884 r. uruchomiona została linia kolejowa z Czadcy do Żywca, a w Czernem powstał przystanek kolejowy. Jednak pierwszy, drewniany most przez Czerniankę, umożliwiający mieszkańcom wsi dostęp do niego, powstał dopiero w 1897 r.
W latach 1847–1851, które były w tym regionie latami nieurodzaju, głodu i epidemii (tzw. „Głodne roki”) zmarło tu blisko 1200 osób, tj. ok. 40% mieszkańców wsi. Rozdrobnienie gospodarstw i brak pracy spowodowały później, na przełomie XIX i XX w., wzmożoną falę emigracji na Śląsk (zarówno austriacki jak i pruski), w okolice Hamburga i wreszcie do Ameryki. Gdy w latach 1903–1904 władze zamknęły możliwości wyjazdów, Czerne – z racji bliskości granic księstwa cieszyńskiego i Galicji stało się jednym z punktów emigracji nielegalnej.
W 1908 r. została tu założona wiejska spółdzielnia („Gazdovský spolok”), a w 1914 r. Spółdzielnia Spożywców. Były to reakcje na zdominowanie miejscowego handlu przez kupców żydowskich. Ostre wystąpienia antyżydowskie miały miejsce w całej okolicy tuż po zakończeniu I wojny światowej.
25 listopada 1938 r. do wsi wkroczyło polskie wojsko. Północna część Czernego po linię kolejową Czadca – Zwardoń została włączona do Polski. Nieco później wieś na krótki czas ponownie znalazła się na szlaku nielegalnej emigracji, tym razem służącym Czechom, uciekającym z Protektoratu Czech i Moraw do Polski.
Wojska radzieckie wkroczyły do Czernego dopiero 1 maja 1945 r. Po II wojnie światowej nastąpiła lawinowa emigracja mieszkańców wsi: wyjeżdżano nie tylko do niedalekiej Czadcy, ale także do czeskiego Trzyńca i miast Zagłębia Ostrawsko-Karwińskiego. W latach 1945–1950 liczba mieszkańców zmalała z 3991 do 2355. Stan ludności z 1945 r. osiągnęło Czerne z powrotem dopiero w 1969 r.

## Kultura
We wsi jest używana gwara przejściowa słowacko-czadecka. Gwara czadecka jest zaliczana przez polskich językoznawców jako gwara ze zmieszanymi elementami dialektów małopolskiego i śląskiego języka polskiego, przez słowackich zaś jako gwara przejściowa polsko-słowacka.